# Рифов
Рифов (рум. Râfov) — село в повіті Прахова в Румунії. Адміністративний центр комуни Рифов.
Село розташоване на відстані 48 км на північ від Бухареста, 10 км на південний схід від Плоєшті, 96 км на південний схід від Брашова.

## Населення
За даними перепису населення 2002 року, у селі проживали 345 осіб. Усі жителі села рідною мовою назвали румунську.
Національний склад населення села:
| Національність | Кількість осіб | Відсоток |
| -------------- | -------------- | -------- |
| румуни         | 338            | 98,0%    |
| цигани         | 7              | 2,0%     |